# ヒマワリソウヤ
ヒマワリ ソウヤ（8月6日 - ）は、日本のボーイズラブ漫画家。女性。血液型はAB型。ペンネームは、竹久夢二の童話集「日輪草」の「日輪」に由来している。2010年頃より前は日輪 早夜（ひまわり そうや）名義で活動していた。名義変更後はボーイズラブだけではなく、百合作品やロマンス作品も執筆している。
2010年、宮崎県の口蹄疫被害への義援活動としてチャリティー同人誌の製作が企画され、参加した。
2011年、東日本大震災への義援活動への義援活動としてチャリティー同人誌の製作が企画され、参加した。

## 人物
風呂やトイレに入っている時に話を思いつくことが多い。子供の頃はリカちゃん人形を好んでいた。

### 好きな作品について
子供の頃は好きな漫画のキャラクターの絵を集めていた。例として『魔法の天使クリィミーマミ』、『とんがり帽子のメモル』、『銀曜日のおとぎばなし』、『ときめきトゥナイト』の真壁を挙げている。ハマった作品や好きな作品として、『ポニーテール白書』、『星の瞳のシルエット』、『マジカルエミ』、『天よりも星よりも』、『あこがれ冒険者』を挙げている。少し不思議なファンタジー作品を好んでいる。

### ボーイズラブへのきっかけ
初めは少年漫画を読んでおり、『すくらっぷ・ブック』が好きだった。その後少女漫画を読み始め、『りぼん』『なかよし』を経て『花とゆめ』と『LaLa』へ。初めて読んだボーイズラブ作品は『ここはグリーンウッド』だった。しかしその当時はボーイズラブを知らず、アシスタント先の先生が趣味で描いた原稿を読み、はっきりと存在を知った。意識してボーイズラブを読んだのは二十代になってからで、あさぎり夕の漫画だった。ボーイズラブを描いたきっかけは、アシスタント先でボーイズラブの同人誌を描いたから。その後同人活動を始め、出版社から声がかかり、仕事になった。

## 作品

### 日輪早夜名義
光彩書房〈光彩コミックス〉
- BOYS SHOP（1998年7月発売、ISBN 4-905965713）

芳文社〈花音コミックス〉
- 音楽室（2000年8月発売、ISBN 4-832281267）
- 砂漠的熱愛事情（2001年8月発売、ISBN 4-832281747）
- PET（2002年3月29日発売、ISBN 4-832282034）
- 狼なんか怖くない（2002年4月26日発売、ISBN 4-832282069） - 〈花音コミックス MAXシリーズ〉より刊行。
- 幸福のスゝメシリーズ
  1. 2003年3月28日発売、ISBN 4-832282441
  2. キミの温度 2003年8月29日発売、ISBN 4-832282603
  3. あるく想い 2005年3月29日発売、ISBN 4-832283359 - 中国版のタイトルは『手牽手戀一生』。
  4. 恋のありか[注釈 1]2014年7月25日発売 - 電子書籍限定。
- 幻想少年恋物語（2004年5月28日発売、ISBN 4-832282972）
- 現代少年恋日記（2004年5月28日発売、ISBN 4-832282964）
- 日がな一日（2005年6月29日発売、ISBN 4-832283510）
- mf-メゾフォルテ-（2006年3月29日発売、ISBN 4-83228391X）
- 約束の月（2006年7月29日発売、ISBN 4-832284088）
- ラストパートナー（2008年1月29日発売、ISBN 978-4832285019）
- 今宵、君に酔う。シリーズ（2008年 - 2011年刊、全2巻）
  1. 2008年12月27日発売[7]、ISBN 978-4-8322-8578-1
  2. 今宵、君を想う。 2011年1月29日発売[8][9]、ISBN 978-4-8322-8733-4

大洋図書〈ミリオンコミックス Hertzシリーズ〉
- 傾城秘話シリーズ（2001年 - 2008年刊、全5巻）
  1. 籠の中で〜傾城秘話壱〜 2001年6月13日発売[5]、ISBN 4-813008550 - 第1巻のみ〈ボーイズアニマコミックス〉より刊行。
  2. 籠の華〜傾城秘話弐〜 2002年10月発売、ISBN 4-813009220
  3. 忘却の夢〜傾城秘話参〜 2005年3月14日発売、ISBN 4-813009972
  4. 夢のみちゆき〜傾城秘話肆〜 2007年5月26日発売、ISBN 978-4813050643
  5. 王と秘薬〜傾城小咄〜 2008年8月25日発売、ISBN 978-4813051435
- 覇者の玉杯 落日の華（2010年9月1日発売[10]、『Hertz』連載、ISBN 978-4813052661）

角川書店〈あすかコミックスCL-DX〉
- おひさまのタマゴ（2004年2月2日発売、ISBN 4-048537156）
- 砂の上の恋人たち（2008年11月発売、ISBN 978-4048542616）

マガジン・マガジン〈ジュネットコミックス〉
- あてどもなく（2009年3月31日発売、ISBN 978-4904468081）

日本文芸社〈ニチブンコミックス花恋〉
- 俺たちはここで恋をする（2006年 - 2007年刊、全2巻）
  1. 2006年11月28日発売、ISBN 978-4537105568
  2. 2007年10月27日発売、ISBN 978-4537107333
- ミューズに祝福されし者（2008年 - 2015年刊、全4巻、『花恋』連載） - Liebesliederはヒマワリソウヤ名義。
  1. 2008年11月28日発売、ISBN 978-4537108996
  2. 2010年7月28日発売[11]、ISBN 978-4537126242
  3. Liebeslieder 1 2014年5月29日発売、ISBN 978-4537131710
  4. Liebeslieder 2 2015年12月28日発売、ISBN 978-4537133905

### ヒマワリソウヤ名義
一迅社〈百合姫コミックス〉
- さくら文通（2010年7月17日発売、ISBN 978-4-7580-7093-5）

日本文芸社〈KARENコミックス〉
- 君と奏でる不協和音（2011年 - 2012年刊、全2巻）
  1. 2011年12月28日発売、ISBN 978-4-537-12845-1
  2. 2012年12月27日発売、ISBN 978-4-537-12988-5
- 選ばれざる者（2016年3月28日発売、ISBN 978-4-537-13423-0）

芳文社〈花音コミックス〉
- 夜を巡る人（2012年7月30日発売、ISBN 978-4-8322-8812-6）

ジュネット〈ジュネットコミックス ジュネットプレミアム〉
- 慰みもの（2013年4月30日発売、ISBN 978-4-86452-720-0）

大都社〈ダイトコミックス GLシリーズ〉
- poco a poco〜少女と音楽と秘密の花園（2017年11月13日発売、ISBN 978-4-86495-206-4） - 分冊版の電子書籍では全5巻、秋水社より配信。

ハーパーコリンズ・ジャパン〈乙女ドルチェ・コミックス〉
- シークレットラヴァーズ 王子様と甘い契約を（原作：芹名りせ、2019年1月18日発売、ISBN 978-4-596-58524-0） - 小説のコミカライズ。
- 皇帝陛下の溺愛政策（原作：能迅なのと、2020年6月17日発売、ISBN 978-4-596-59186-9） - 小説のコミカライズ。
- 桃色新婚生活〜旦那さまからは逃げられない〜（原作：浅見茉莉、2021年12月17日発売[12]、ISBN 978-4-596-01765-9） - 小説のコミカライズ。

### イラスト（日輪早夜名義）
プランタン出版〈ラピス文庫〉
- りりかる桃ウサギ（著：藤村裕香、1999年7月発売、ISBN 4-829651741）
- 生徒会長はハニーティーがお好き（著：藤村裕香、2001年6月発売、ISBN 4-829652535）
- けなげなミルク・ボーイ（著：佐々木禎子、2002年3月発売、ISBN 4-829652799）
- 犯罪的ロマンス（著：音理雄、2002年6月発売、ISBN 4-829652896）
- 天使の告白―ボクがボクであるために（著：せんとうしずく、2002年10月発売、ISBN 4-829653035）

オークラ出版〈アクアノベルズ〉
- 王子サマの料理番（著：神奈木智、1999年9月発売、ISBN 4-872784960） - 〈アイスノベルズ〉より刊行。
- 恋のはじまりは甘い嘘（著：篠原まこと、2005年5月発売、ISBN 4-77550570X）
- 純愛オモチャ志願（著：篠原まこと、2005年8月発売、ISBN 4-77550617X）

二見書房〈シャレード文庫〉
- ヴァニラな花嫁くん（著：藤村裕香、2000年6月27日初版発行[13]、ISBN 978-4576006222）
- 砂漠のプリンスはいぢめっこ（著：藤村裕香、2002年1月7日初版発行[14]、ISBN 978-4576011608）
- 思へば乱るる朱鷺色の（著：花川戸菖蒲、全2巻）
  1. 2007年2月28日初版発行[15]、ISBN 978-4576070230
  2. 水無月の降りしく恋こそ〜思へば乱るる朱鷺色の2〜 2008年6月24日初版発行[16]、ISBN 978-4576080864

角川書店〈角川ルビー文庫〉
- 王様のペット（著：水戸いずみ、2000年9月28日発売、ISBN 4-044419019）
- だから好きって言わせたい!（著：日向唯稀、全3巻）
  1. 2001年2月28日発売[17]、ISBN 4-044440018
  2. やっぱり好きって言わせたい! 2001年8月31日発売[18]、ISBN 4-044440026
  3. も一度好きって言わせたい! 2002年1月31日発売[19]、ISBN 4-044440034
- 恋はいつでも強引に（著：鹿能リコ、2001年9月29日発売[20]、ISBN 4-044443025）
- パトロンは恋に惑う（著：高岡ミズミ、2005年8月31日発売[21]、ISBN 4-044475032）

茜新社〈オヴィスノベルズ〉
- 浮気すんなよ!?（著：近藤あきら、2001年4月発売、ISBN 4-871824454）

ハイランド〈ラキアノベルズ〉
- 大人たちをせめないで（著：水戸泉、2001年5月発売、ISBN 4-894860880）

白泉社〈花丸文庫〉
- 未熟者は意外とダイタン（著：宮本恭名、全2巻）
  1. 2001年12月発売、ISBN 4-592872665
  2. 会長は今日もフキゲン!? 2002年8月発売、ISBN 4-592873033
- やりたくなったらヤっちゃいな!（著：近藤あきら、2002年3月発売、ISBN 4-592872797）
- 桜先生のあにまる日記（著：みさと美夕稀、2002年11月発売、ISBN 4-59287319X）
- 男の子はくじけないっ（著：水月ありーな、2003年4月発売、ISBN 4-592873424）
- 漆黒の薔薇にくちづけを（著：斑鳩サハラ、全2巻[注釈 2]）
  1. 上巻 2004年9月発売、ISBN 4-592874048
  2. 下巻 2004年9月発売、ISBN 4-592874056
- 愛人修行はじめます!（著：水島忍、 2005年8月19日発売、ISBN 4-592874404）

ビブロス〈ビーボーイノベルズ〉
- 完璧プロフェッサーの愛の方程式（著：水島忍、2003年8月発売、ISBN 4-835214765）

小学館〈パレット文庫〉
電子書籍では〈イランイラン文庫 B+ LABEL〉のレーベルで配信。
- ぼくの野獣（ビースト）（著：真船るのあ、2004年3月発売[22]、ISBN 4-094213384）

### アンソロジー
- 生徒会長に忠告公式アンソロジー（2013年4月25日発売[23]、ISBN 978-4-403-67143-2） - ヒマワリソウヤ名義。